# Antony Gibbs
Antony Gibbs (* 17. Oktober 1925; † 26. Februar 2016) war ein britischer Filmeditor.

## Leben
Gibbs begann seine Tätigkeit im Bereich Filmschnitt als Schnittassistent von Alan Osbiston und Ralph Kemplen; ab 1959 war er als eigenständiger Editor tätig. In den 1960er Jahren war er an sechs Filmen des Regisseurs Tony Richardson beteiligt. In späteren Jahren arbeitete er mehrmals mit den Regisseuren Norman Jewison und John Frankenheimer zusammen.
In den 1970er Jahren war Gibbs drei Mal für den BAFTA Film Award in der Kategorie Bester Schnitt nominiert. 1998 sowie 2002 wurde er jeweils mit dem Eddie Award ausgezeichnet.
Im Verlaufe seiner Karriere war er an rund 50 Produktionen beteiligt.
Im Jahr 2002 wurde er von den American Cinema Editors mit dem ACE Career Achievement Award geehrt.

## Filmografie (Auswahl)
- 1960: Oscar Wilde
- 1961: Bitterer Honig (A Taste of Honey)
- 1962: Die Einsamkeit des Langstreckenläufers (The Loneliness of the Long Distance Runner)
- 1963: Tom Jones – Zwischen Bett und Galgen (Tom Jones)
- 1965: Tod in Hollywood (The Loved One)
- 1967: Nur eine Frau an Bord (The Sailor from Gibraltar)
- 1968: Petulia
- 1968: Performance
- 1971: Anatevka (Fiddler on the Roof)
- 1973: Jesus Christ Superstar
- 1974: Die schwarze Windmühle (The Black Windmill)
- 1974: 18 Stunden bis zur Ewigkeit (Juggernaut)
- 1976: Der Weg allen Fleisches (The Sailor who fell from Grace with the Sea)
- 1977: Die Brücke von Arnheim (A Bridge Too Far)
- 1981: Die Hunde des Krieges (The Dogs of War)
- 1983: Bad Boys – Klein und gefährlich (Bad Boys)
- 1984: Der Wüstenplanet (Dune)
- 1985: Agnes – Engel im Feuer (Agnes of God)
- 1988: Katies Sehnsucht (Stealing Home)
- 1989: Zurück aus der Hölle (In Country)
- 1993: Der Mann ohne Gesicht (The Man Without a Face)
- 1995: Don Juan DeMarco
- 1997: Wallace
- 1998: Ronin
- 2000: Wild Christmas (Reindeer Games)
- 2001: James Dean (Fernsehfilm)